# Boguty-Pianki (village)
Pour les articles homonymes, voir Boguty-Pianki.
Boguty-Pianki (prononciation : [bɔˈɡutɨ ˈpjanki]) est un village polonais de la gmina de Boguty-Pianki dans le powiat d'Ostrów Mazowiecka de la voïvodie de Mazovie dans le centre-est de la Pologne.
Le village est le siège administratif (chef-lieu) de la gmina appelée gmina de Boguty-Pianki.
Il se situe à environ 36 km à l'est d'Ostrów Mazowiecka (siège du powiat) et à 112 km au nord-est de Varsovie (capitale de la Pologne).

## Histoire
De 1975 à 1998, le village appartenait administrativement à la voïvodie de Łomża.